# Holger Thünemann
Holger Thünemann (* 1975 in Krefeld) ist ein deutscher Historiker und Geschichtsdidaktiker. Er lehrt an der Universität Münster.

## Leben
Holger Thünemann studierte von 1995 bis 2001 Geschichte, Latein und Erziehungswissenschaften in Münster und Bologna. Nach Erstem Staatsexamen (Geschichte und Latein) und Magisterabschluss (Neuere und Neueste Geschichte, Latein und Erziehungswissenschaften) war Thünemann von 2002 bis 2005 Promotionsstipendiat der Konrad-Adenauer-Stiftung. 2005 wurde er an der Universität Münster bei Wolfgang Jacobmeyer promoviert. Im Anschluss an Referendariat und Zweite Staatsprüfung in den Fächern Geschichte und Latein (2005 bis 2007) am Wilhelm-Hittorf-Gymnasium unterrichtete Thünemann von 2007 bis 2010 am Gymnasium Paulinum, zunächst hauptberuflich als Studienrat. Von 2008 bis 2012 war er Studienrat im Hochschuldienst am Institut für Didaktik der Geschichte der Universität Münster. 2010 vertrat Thünemann an der PH Freiburg eine W3-Professur für Geschichte und ihre Didaktik, auf die er 2012 berufen wurde und die er bis 2013 innehatte. Von 2013 bis 2021 war Thünemann Professor für Didaktik der Geschichte an der Universität zu Köln, seit 2021 ist er Inhaber des Lehrstuhls für Didaktik der Geschichte unter besonderer Berücksichtigung der Geschichtskultur an der Universität Münster. Rufe an die Universitäten Paderborn (2013), Bozen (2018) und Wuppertal (2019) lehnte er ab. Holger Thünemann ist u. a. Mitglied im Präsidium der Gemeinsamen Deutsch-Polnischen Schulbuchkommission und Mitherausgeber der von Jörn Rüsen begründeten Beiträge zur Geschichtskultur.

## Schriften (Auswahl)

### Monographien
- Das Denkmal für die ermordeten Juden Europas. Dechiffrierung einer Kontroverse. Münster 2003 (Zeitgeschichte – Zeitverständnis, Bd. 11). ISBN 3-8258-6479-0.
- Holocaust-Rezeption und Geschichtskultur. Zentrale Holocaust-Denkmäler in der Kontroverse. Ein deutsch-österreichischer Vergleich. Idstein 2005 (Schriften zur Geschichtsdidaktik, Bd. 17). ISBN 3-8248-0381-X.
- mit Bernd Schönemann: Schulbucharbeit. Das Geschichtslehrbuch in der Unterrichtspraxis. Schwalbach/Ts. 2010. ISBN 978-3-89974-592-4.
- mit Bernd Schönemann und Meik Zülsdorf-Kersting: Was können Abiturienten? Zugleich ein Beitrag zur Debatte über Kompetenzen und Standards im Fach Geschichte. 2. Aufl. Berlin 2011 (Geschichtskultur und historisches Lernen, Bd. 4). ISBN 978-3-643-10833-3.
- mit Sebastian Bracke u. a.: Theorie des Geschichtsunterrichts. Frankfurt a. M. 2018 (Geschichtsunterricht erforschen, Bd. 9). ISBN 978-3-7344-0617-1.

### Herausgeberschaften
- mit Meik Zülsdorf-Kersting: Methoden geschichtsdidaktischer Unterrichtsforschung. Schwalbach/Ts. 2016 (Geschichtsunterricht erforschen, Bd. 5). ISBN 978-3-7344-0212-8.
- mit Johannes Meyer-Hamme und Meik Zülsdorf-Kersting: Was heißt guter Geschichtsunterricht? Perspektiven im Vergleich. 2., korr. und erw. Aufl. Schwalbach/Ts. 2016 (Geschichtsunterricht erforschen, Bd. 2). ISBN 978-3-7344-0403-0.
- mit Wolfgang Jacobmeyer: Grundlegung und Ausformung des deutschen Geschichtsunterrichts. Schulische Diskurse zur Didaktik und Historik im 19. Jahrhundert. Berlin 2018 (Geschichtskultur und historisches Lernen, Bd. 17). ISBN 978-3-643-14165-1.
- mit Manuel Köster und Meik Zülsdorf-Kersting: Researching History Education. International Perspectives and Disciplinary Traditions. Second, completely revised and updated edition. Frankfurt a. M. 2019 (Geschichtsunterricht erforschen, Bd. 4). ISBN 978-3-7344-0813-7.
- mit Christine Gundermann und Wolfgang Hasberg: Geschichte in der Öffentlichkeit. Konzepte – Analysen – Dialoge. Berlin u. a. 2019 (Geschichtsdidaktik diskursiv – Public History und Historisches Denken, Bd. 7). ISBN 978-3-631-67251-8.
- mit Manuel Köster und Meik Zülsdorf-Kersting: Theory of the History Classroom. Frankfurt a. M. 2022 (Geschichtsunterricht erforschen/Researching History Education, Bd. 14). ISBN 978-3-7344-1384-1.
- mit Christine Gundermann und Habbo Knoch: Historische Jubiläen. Zwischen historischer Identitätsstiftung und geschichtskultureller Reflexion. Berlin u. a. 2022 (Geschichtsdidaktik diskursiv – Public History und Historisches Denken, Bd. 10). ISBN 978-3-631-86081-6.
- mit Manuel Köster: Geschichtskulturelle Transformationen. Kontroversen, Akteure, Zeitpraktiken. Köln 2024 (Beiträge zur Geschichtskultur, Bd. 46). ISBN 978-3-412-52637-5. Link

### Aufsätze
- Historische Lernaufgaben. Theoretische Überlegungen, empirische Befunde und forschungspragmatische Perspektiven. In: Zeitschrift für Geschichtsdidaktik 12 (2013), S. 141–155.
- Probleme und Perspektiven der geschichtsdidaktischen Kompetenzdebatte. In: Saskia Handro/Bernd Schönemann (Hg.): Aus der Geschichte lernen? Weiße Flecken der Kompetenzdebatte. Berlin 2016 (Geschichtskultur und historisches Lernen, Bd. 15), S. 37–51.   ISBN 978-3-643-13402-8.
- Geschichtskultur revisited. Versuch einer Bilanz nach drei Jahrzehnten. In: Thomas Sandkühler/Horst Walter Blanke (Hg.): Historisierung der Historik. Jörn Rüsen zum 80. Geburtstag. Köln u. a. 2018 (Beiträge zur Geschichtskultur, Bd. 39), S. 127–149. ISBN 978-3-412-50407-6. Link
- Zwischen Vergangenheitsfixierung, Gegenwartsobsession, Zukunftsorientierung und Zukunftsvergessenheit. Geschichte im Schulgeschichtsbuch. In: Markus Bernhardt/Wolfgang Blösel/Stefan Brakensiek/Benjamin Scheller (Hg.): Möglichkeitshorizonte. Zur Pluralität von Zukunftserwartungen und Handlungsoptionen in der Geschichte. Frankfurt a. M. 2018 (Kontingenzgeschichten, Bd. 4), S. 345–363. ISBN 978-3-593-50807-8.
- Zwischen analogen Traditionen und digitalem Wandel. Lernen und Lehren mit Geschichtsschulbüchern im 21. Jahrhundert. In: Christoph Kühberger/Roland Bernhard/Christoph Bramann (Hg.): Das Geschichtsschulbuch. Lehren – Lernen – Forschen. Münster/New York 2019 (Salzburger Beiträge zur Lehrer/innen/bildung, Bd. 6), S. 81–96. ISBN 978-3-8309-4072-2. Link
- Gedenkstätten. In: Felix Hinz/Andreas Körber (Hg.): Geschichtskultur – Public History – Angewandte Geschichte. Geschichte in der Gesellschaft: Medien, Praxen, Funktionen. Göttingen 2020, S. 344–358 (mit Oliver von Wrochem). ISBN 978-3-8252-5464-3. Link
- Historische Werturteile. Positionen, Befunde, Perspektiven. In: Geschichte in Wissenschaft und Unterricht 71 (2020), S. 5–18.
- Museen als geschichtskulturelle Institutionen historischer Urteilsbildung? Perspektiven für Theorie, Empirie und Pragmatik. In: Jan M. Hoffrogge/Martin Schlutow/Max Twickler (Hg.): Geschichtsbewusstsein in der Gesellschaft. Festschrift für Bernd Schönemann zum 65. Geburtstag. Frankfurt a. M. 2021, S. 242–258. ISBN 978-3-7344-1227-1. Link
- Geschichtskultur in der Pluralität der Zeiten. In: Zeitschrift für Geschichtsdidaktik 22 (2023), S. 41–55. ISSN 1610-5982. Link
- Geschichtsdidaktik. In: Jörn Rüsen u. a. (Hg.): Handbuch der Historik. Wiesbaden 2025, S. 311–318. ISBN 978-3-658-47759-2. Link